# Trapelus ruderatus
Trapelus ruderatus är en ödla i familjen agamer som förekommer i västra Asien.
Denna ödla har en sandgrå till gråbrun grundfärg. På ryggen finns fem mörka tvärstrimmor som inte är sammanhängande. Hannar kännetecknas av en ljusblå strupe. Undersidan kan ha röda nyanser.
Utbredningsområdet sträcker sig från östra Syrien och östra Jordanien över Irak till centrala Saudiarabien och västra Iran. Arten lever i låglandet och i bergstrakter upp till 1000 meter över havet. Individerna vistas i sandiga öknar. De hittas ofta bredvid buskar av släktet Nitraria. Arten föredrar ursprungliga landskap. Honor lägger ägg.
För beståndet är inga hot kända. Hela populationen anses vara stabil. IUCN listar arten som livskraftig (LC).